# احمد زکی ولیدی طوغان
زکی ولیدی طوقان (۱۸۹۰–۱۹۷۰) تاریخ‌نگار باشقیر و ترک‌شناس و رهبر انقلابی جنبش رهایی باشقیر بود.

## زندگی‌نامه
زکی ولیدی طوغان در روستای استرلیتاماک از بخش‌های استان اوفا در باشقیرستان روسیه متولد شد. از سال ۱۹۱۲ تا ۱۹۱۵ میلادی در مدرسهٔ مذهبی اسلامی قازان به اسم قاسمیه تدریس می‌کرد و بعد تا سال ۱۹۱۷ عضو کمیتهٔ حمایت از نمایندگان مسلمان مجلس دوما بود. در سال ۱۹۱۷ او به ملت مجلسی انتخاب شد و همراه با شریف ماناتوف شورای باشقیر را سازماندهی کرد. سال ۱۹۱۷ وی رئیس شورای باشقیر بود و استقلال باشقیرستان را اعلام کرد ولی در سال ۱۹۱۸ توسط قوای شوروی دستگیر شد.
در سال‌های ۱۹۱۸ و ۱۹۱۹ قشون باشقیر زکی ولیدی تحت فرماندهی آتامان الکساندر دوتوف و کولچاک علیه بلشویک‌ها می‌جنگیدند. پس از وعدهٔ خودمختاری به باشقیرها زکی ولیدی جبهه را عوض کرد و همراه بلشویک‌ها می‌جنگید.
هنگامی که وی متوجه شد که بلشویک‌ها به وعده‌های خود پایبند نیستند او به آسیای‌میانه رفت و رهبری حرکت باسماچی‌ها را به عهده گرفت. او در سالهای ۱۹۲۰ تا ۱۹۲۳ میلادی دبیر کل اتحاد ملی ترکستان بود.

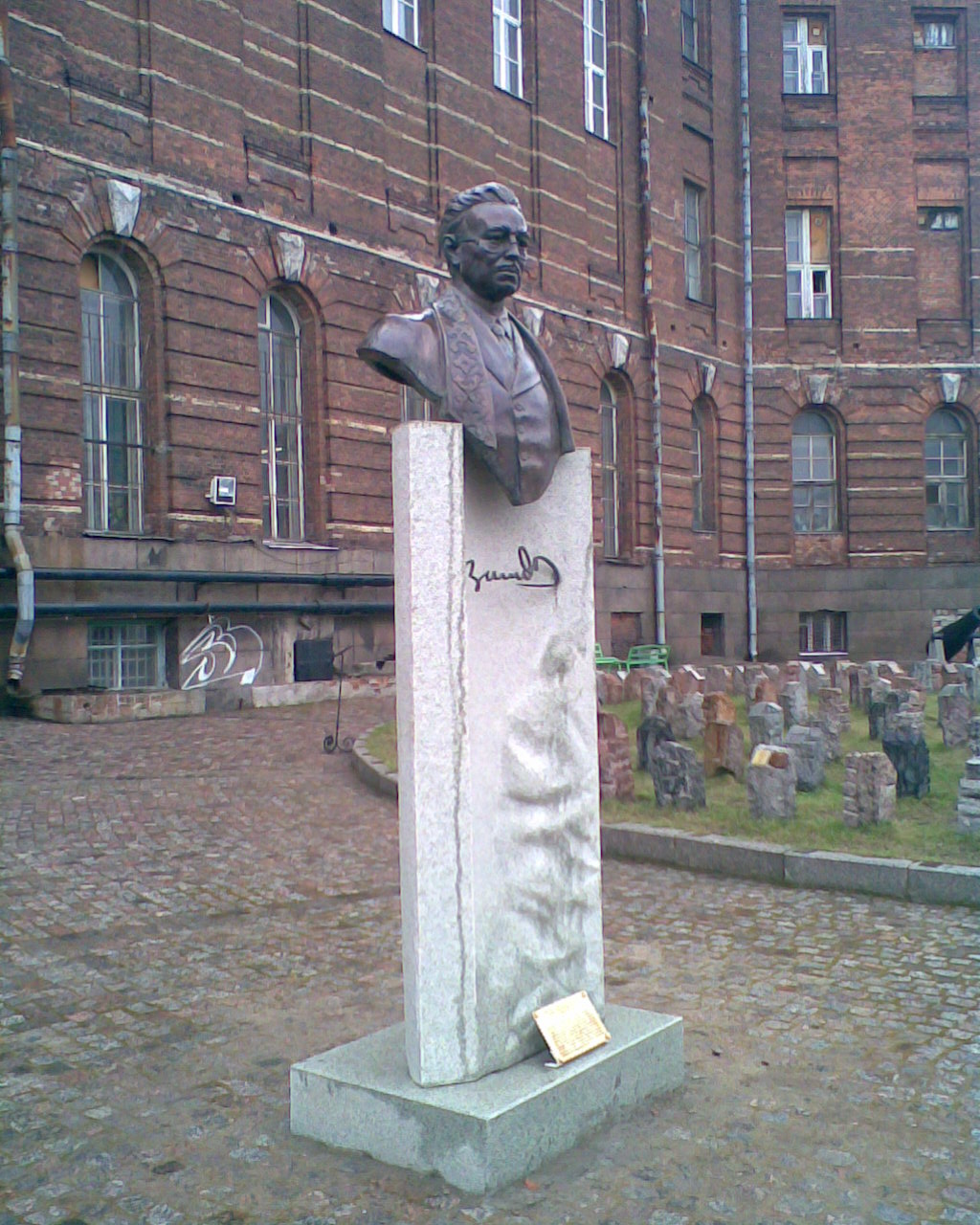
مجسمۀ زکی ولیدی در دانشگاه سنت پترزبرگ

پس از شکست قیام باسماچی‌ها مدتی در ایران اقامت کرد و در سال ۱۹۲۳ کتاب سفرنامه احمد ابن فضلان را در مشهد کشف کرد. در سال ۱۹۲۵ میلادی به ترکیه مهاجرت نمود و در دانشگاه استانبول به تدریس مشغول شد؛ ولی انتقادات وی دربارهٔ تاریخ ترک‌ها او را مجبور به پناه بردن به وین کرد. او دکترای خود را از دانشگاه وین گرفت. بعدها او استاد دانشگاه بن در آلمان شد. در سال ۱۹۵۳ میلادی وی مؤسسهٔ تحقیقات اسلامی را در دانشگاه استانبول بنیان نهاد.
او به گسترش دانشنامهٔ اقوام ترک‌تبار (Encyclopedia of Turkic Peoples) با مقالات خود کمک کرد.